# Srbjani
Srbjani (mazedon. Србјани; alban. Sërbjani) ist ein Dorf in der Opština Kičevo im westlichen Teil der Republik Nordmazedonien. Es liegt etwa 4 Kilometer südlich der Stadt Kičevo auf 753 Metern über dem Meeresspiegel. Berge und Täler prägen das Landschaftsbild. Etwa 10 Kilometer nordöstlich liegt das Dorf Srbica. Das Klima ist gemäßigt kontinental. Nach der Volkszählung 2002 hat das Dorf etwa 495 Einwohner.